# Гушул Олімпія Іванівна
Олімпія Іванівна Гу́шул (нар. 12 вересня 1930, Виженка) — українська майстриня художньої вишивки та килимарства. Заслужений майстер народної творчості УРСР з 1984 року.

## Біографія
Народилася 12 вересня 1930 року в селі Виженці (нині Вижницький район Чернівецької області, Україна). 1951 року закінчила Вижницьке художньо-промислове училище, де навчалась зокрему у Олени Гасюк.
Упродовж 1951—1956 років працювала у майстернях із виготовлення килимів, вишивок у смт Кутах Станіславської області; у 1956—1957 роках — у Вінниці; з 1957 року — у Львові.

## Творчість
Вишивала з дитинства сорочки, рушники, доріжки, портрети, картини. Серед робіт:
- «Велика дружба» (1952);
- «Переяславська рада» (1954);
- портрет Івана Франка (1956);
- ескізи для вишивок масового виробництва (рушників, сорочок тощо).

Брала участь у районних, обласних, всеукраїнськиї, всесоюзних і міжнародних мистецьких виставках з 1952 року. 
Окремі роботи майстрині зберігаються в Музеї мистецтв Прикарпаття, в Національному музеї українського народного декоративного мистецтва у Києві – роботи, виконані за її ескізами.